# إقليم بيو بيو
إقليم بيو بيو (بالإسبانية: Región del Bío-Bío) هو واحد من 15 إقليمًا في جمهوريّة تشيلي، حيث يُعتبر الإقليم التقسيم الإداري الأول في البلاد. يتكوّن هذا الإقليم من 4 مقاطعات؛ هي أرأوكو، بيو بيو، كونثبثيون، ونوبل.
تُعتبر مدينة كونثبثيون عاصمة الإقليم، كما تُعتبر مُدُن تشيلان، تالكاهوانو، كورونل، لوس أنخلس، ومونت أغيلا من أهم المدن والبلديّات أيضًا.

## الجغرافيا
تبلغ مساحة الإقليم  حوالي 37,068 كيلومترا مربعا يحد المحيط الهادئ بإقليم بيو بيو من الغرب، والأرجنتين من الشرق، ومن الشمال إقليم مولي، وفي الجنوب إقليم أروكانيا. لقد ضرب الإقليم العديد من الزلازل التشيلية، بما في ذلك أقوى زلزال مُسجل (في عام 1960) والزلازل الكبير في عام 2010، حيث تضررت العديد من المجتمعات المحلية في المنطقة إلى حد كبير بفعل زلزال عام 2010 والتسونامي الذي تبعه.

## ديموغرافيا
يبلغ عدد سكان الإقليم  2,100,494 نسمة (في عام 2014). ويبلغ عددهم اليوم 1,676,269 نسمة.

## الصور

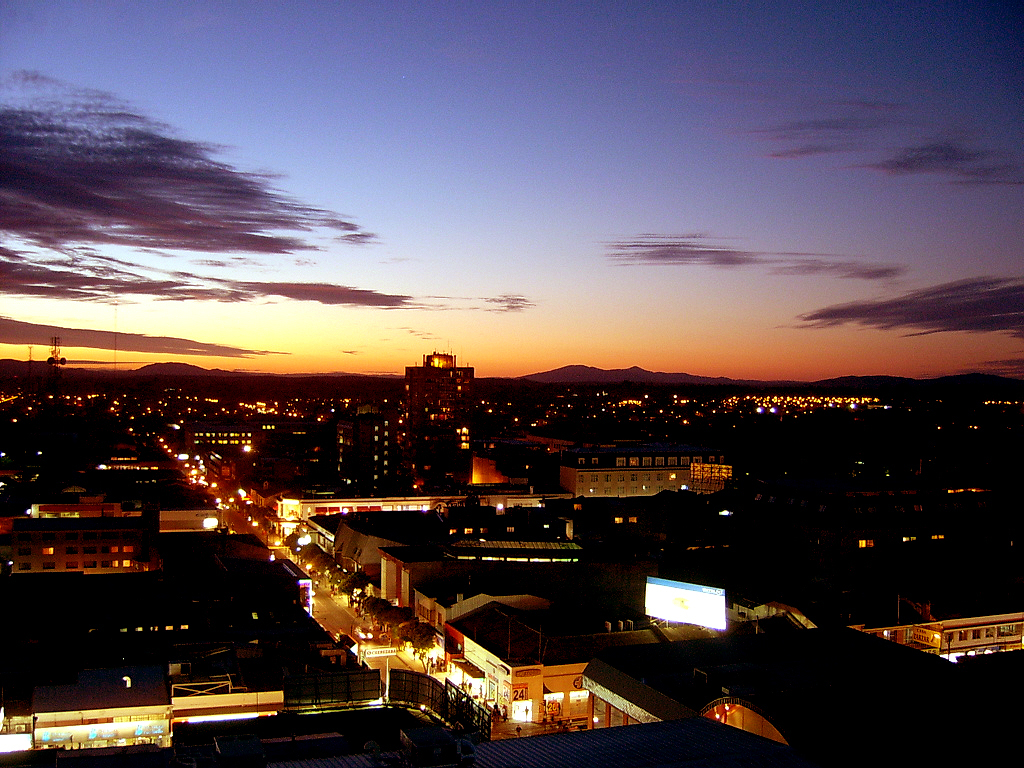
مدينة تشيلان
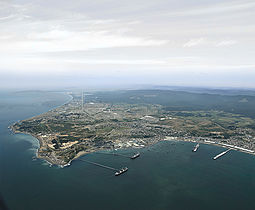
مدينة كورونيل
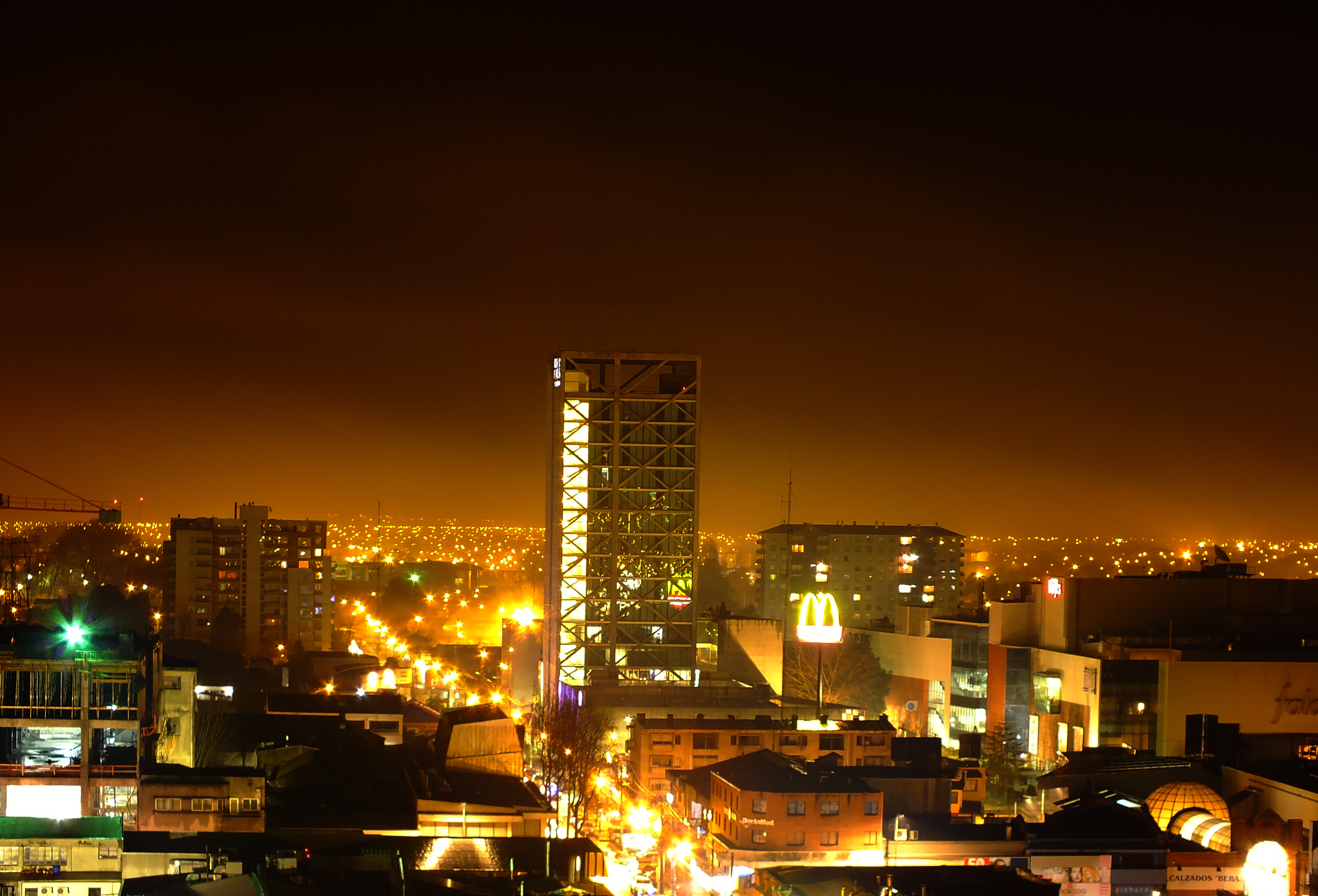
مدينة لوس أنخلس

## التقسيم الإداري

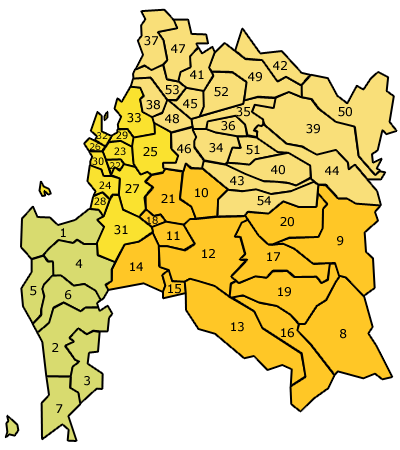
التقسيم الإداري لإقليم بيو بيو.

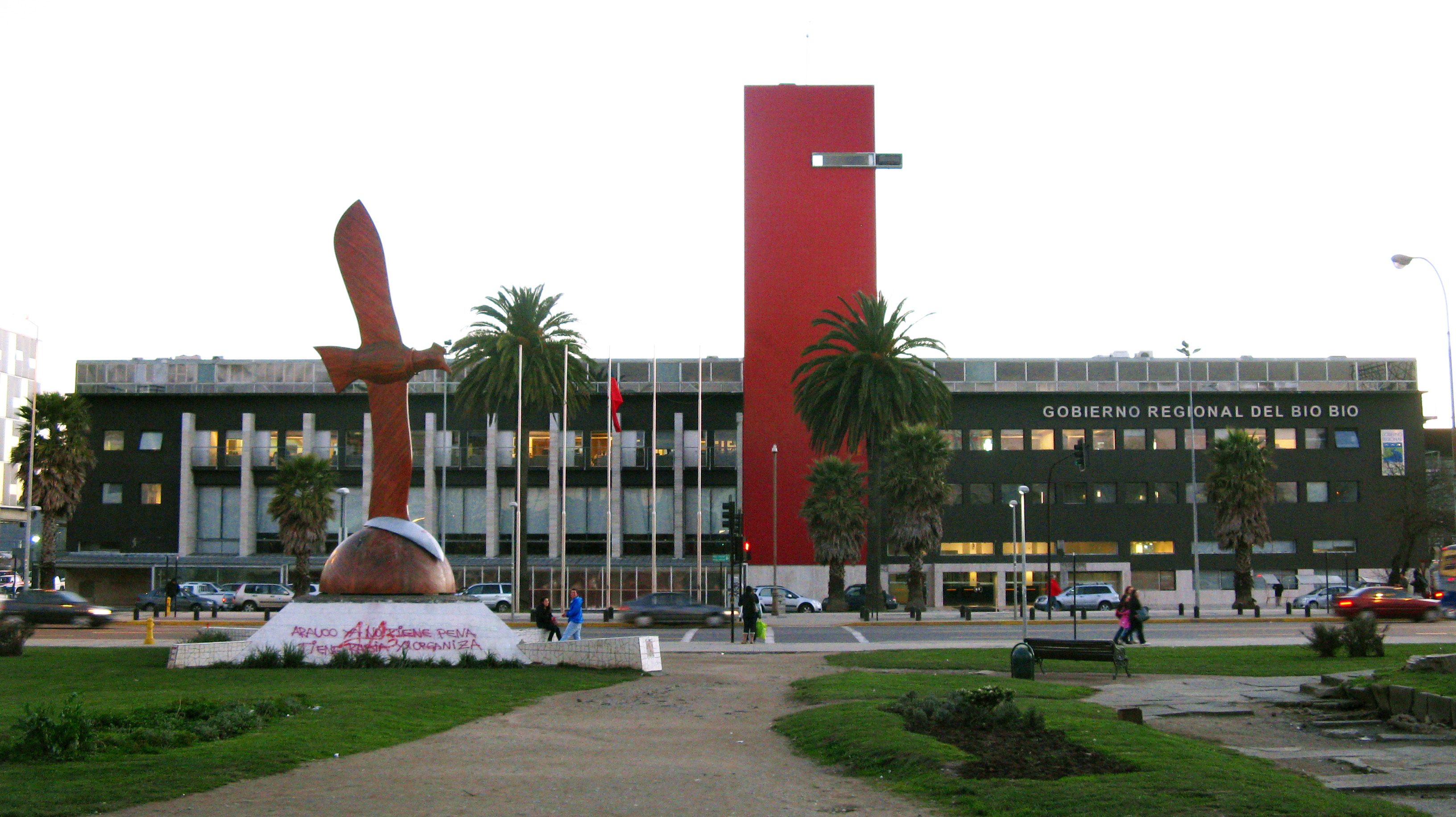
المجمع الحكومي لإقليم بيو بيو في كونثبثيون.

ينقسم إقليم بيو بيو إلى 4 مقاطعات (بالأسبانية: Provincia)؛ هي أرأوكو (باللون الأخضر)، بيو بيو (باللون البرتقالي الغامق)، كونثبثيون (باللون الأصفر)، ونوبل (باللون البرتقالي الفاتح). وتنقسم هذه المقاطعات الأربع  بدورها إلى 54 بلديّة (بالأسبانية: Comuna).

## وصلات خارجية
- الموقع الرسمي للحكومة الإقليمية لبيو بيو (بالإسبانية)